# Attacchi di Mombasa del 2002
Gli attacchi di Mombasa del 2002 furono un attacco terroristico su due fronti compiuto il 28 novembre 2002 a Mombasa, in Kenya, contro un hotel di proprietà israeliana e un aereo appartenente ad Arkia Airlines. Un veicolo fuoristrada si schiantò contro una barriera fuori dal Paradise Hotel ed esplose, uccidendo 13 persone e ferendone 80. Allo stesso tempo, gli aggressori spararono due missili terra-aria su un aereo charter israeliano. Il Paradise Hotel era l'unico hotel di proprietà israeliana nella zona di Mombasa. Si ritiene che gli attacchi siano stati orchestrati da agenti di al-Qaeda in Somalia nel tentativo di sconvolgere l'industria turistica israeliana nel continente africano. Vi furono molte speculazioni su chi fossero stati gli autori, ma non venne definito un elenco completo di sospetti. L'attacco fu la seconda operazione terroristica di al-Qaeda in Kenya, in seguito gli attentati alle ambasciate statunitensi a Nairobi nel 1998. A seguito dell'attacco, il Consiglio di sicurezza delle Nazioni Unite e altre nazioni condannarono l'attentato.

## Attacchi

### Le esplosioni di bombe in hotel
Tre uomini in un SUV a 4 ruote motrici si avvicinarono al cancello del Paradise Hotel e furono interrogati dalle guardie di sicurezza. Uno degli uomini saltò giù dalla macchina e fece esplodere un giubbotto esplosivo che indossava. Gli altri due uomini percorsero il veicolo attraverso la barriera, schiantandosi contro l'ingresso principale dell'hotel e facendo esplodere la bomba che avevano in macchina. L'esplosione è avvenuta alla vigilia di Hanukkah subito dopo che circa 60 visitatori erano entrati nell'hotel, tutti provenienti da Israele per un soggiorno di vacanza. Tredici persone sono state uccise e 80 ferite. Dieci kenioti sono morti nell'attacco e tre israeliani, due dei quali bambini. Nove delle vittime erano ballerini che erano stati impiegati per accogliere gli ospiti dell'hotel. In una missione di salvataggio durante la notte, quattro aerei militari israeliani Lochkeed C-130 Hercules furono inviati a Mombasa per evacuare i morti e i feriti.

### Attacco aereo

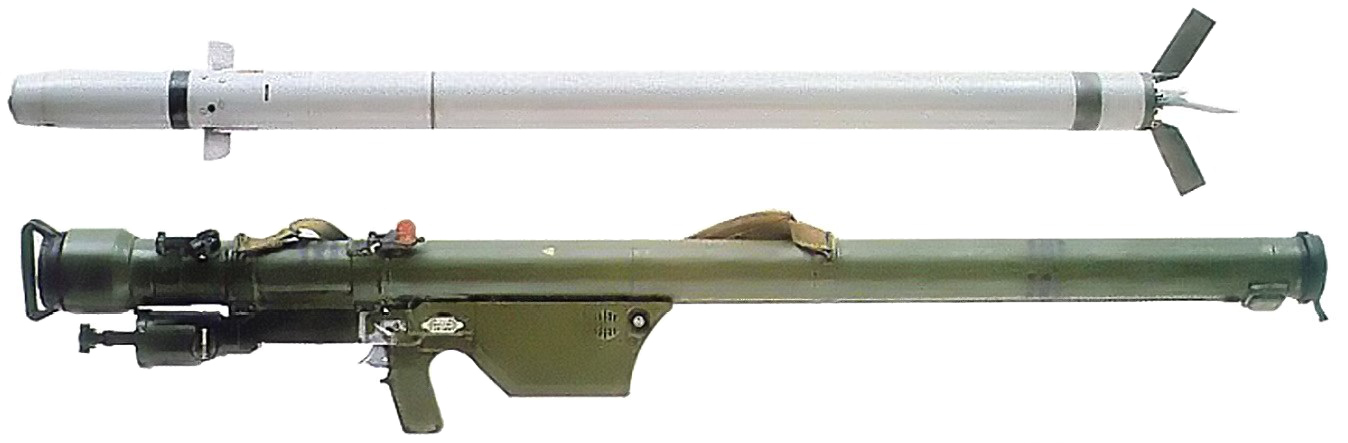
Due missili Strela 2 furono lanciati durante il decollo, ma mancarono l'aereo.

Quasi simultaneamente all'attacco all'hotel, due missili terra-aria Strela 2 (SA-7) lanciati da spalla furono lanciati contro un aereo di linea Boeing 757 noleggiato di proprietà della compagnia israeliana Arkia Airlines mentre decollava dall'aeroporto internazionale di Moi. La compagnia di charter Arkia aveva un servizio settimanale regolare di voli turistici tra Tel Aviv e Mombasa. La polizia keniota ha scoperto un lanciamissili e due missili nell'area di Changamwe di Mombasa, a circa 2 chilometri (1,2 mi)   dall'aeroporto. I piloti pianificarono un atterraggio di emergenza a Nairobi dopo aver visto i due missili passare davanti a loro, ma decisero di continuare in Israele. L'aereo di linea è atterrato all'aeroporto Ben Gurion di Tel Aviv circa cinque ore dopo, scortato da aerei da combattimento israeliani F-15. A seguito dell'attacco, tutti i voli da Israele verso il Kenya sono stati cancellati indefinitamente.

## Gli autori
Lo sceicco Omar Bakri Mohammed, leader dell'organizzazione islamica Al Muhajiroun, con sede a Londra, ha affermato che gli avvisi sono apparsi su Internet. "I gruppi di militanti che simpatizzano con Al Qaeda hanno avvertito una settimana fa che ci sarebbe stato un attacco al Kenya e hanno menzionato gli israeliani", ha detto. Inizialmente, i portavoce del governo israeliano hanno negato che un simile avvertimento fosse stato ricevuto. Ma quattro giorni dopo l'esplosione, il generale di brigata Yossi Kuperwasser ha ammesso che l'intelligence militare israeliana era a conoscenza di una minaccia in Kenya, ma che non era abbastanza specifica. L'ex capo del Mossad Danny Yatom ha preso una linea simile, dicendo che Israele ha ricevuto così tanti avvertimenti sul terrore che non sono stati presi sul serio.
In Libano, un gruppo precedentemente sconosciuto chiamato [[Army of Palestine]] ha dichiarato di aver effettuato gli attacchi e di aver voluto che il mondo ascoltasse la "voce dei rifugiati" nel 55 ° anniversario della spartizione della Palestina.
Il 20 dicembre 2006, Salad Ali Jelle, ministro della Difesa del governo federale di transizione della Somalia, ha dichiarato che uno dei sospetti, Abu Taha al-Sudan, era un leader dell'Unione delle Corti islamiche che aveva combattuto contro il governo federale di transizione nella battaglia di Baidoa del 2006. Il 14 settembre 2009, le truppe americane hanno ucciso Saleh Ali Saleh Nabhan, nato in Kenya, dopo che un missile ha colpito la sua auto nel distretto di Barawe, a 250 chilometri a sud della capitale della Somalia, Mogadiscio. Si ritiene che Nabhan abbia acquistato il camion utilizzato nell'attentato del 2002.
Fazul Abdullah Mohammed è un leader straniero del gruppo fondamentalista jihadista, Al-Shabaab, che ha promesso fedeltà ad al-Qaeda. Mohammed fu nominato capo delle operazioni di al-Qaeda in Africa orientale. Era un membro partecipante al bombardamento dell'ambasciata americana del 1998 a Nairobi ed era una delle menti dietro il coordinamento dell'attacco a Mombasa. Vide l'attacco come un fallimento a causa del on aver colpito l'aereo coi missili Strela 2 durante il decollo.
Mohammed Abdul Malik Bajabu ha confessato nel 2007 di aver assistito agli attentati con autobomba avvenuti al Paradise Hotel. È stato arrestato dalle autorità keniote ed è attualmente detenuto dagli Stati Uniti nella baia di Guantanamo senza alcuna accusa formale nei suoi confronti. Ci sono stati altri quattro sospetti aggressori affiliati alla cellula di al-Qaeda in Kenya, ma i pubblici ministeri del Kenya hanno avuto problemi a stabilire la colpa con certezza. I quattro cittadini kenioti sono stati assolti per mancanza di prove.
Vi è stata anche una speculazione sul coinvolgimento dell'organizzazione terroristica somala nota come Al Ittihad al Islamiya (AIAI). L'AIAI ha presunto legami con al-Qaeda. Speravano che inviando un messaggio agli israeliani attraverso questo attacco si sarebbero avvicinati al raggiungimento del loro obiettivo di stabilire uno stato islamico somalo.
Si ritiene che la cellula terroristica, al-Qaeda, abbia cercato di ridurre drasticamente le attività israeliane nel continente africano. I due attacchi simultanei hanno avuto un impatto diretto sull'industria del turismo israeliana. Il Paradise Hotel era una proprietà sulla spiaggia di proprietà israeliana frequentata da molti vacanzieri israeliani. Il gruppo militante di Al-Shabaab è principalmente concentrato in Somalia e, a causa della debole sicurezza delle frontiere, si riversa spesso in Kenya. Il Kenya ha una minoranza musulmana storicamente emarginata e, con un crescente dissenso per le attività occidentali ai confini con il Kenya, ha permesso una crescita del numero di musulmani jihadisti di Nairobi. La comunità musulmana in Kenya ha perso la rappresentività politica ed economica; questa ragione ha portato agli attacchi, spingendoli a concentrare la loro lealtà sull'Islam e sul Medio Oriente, non sulla nazione. Ciò ha consentito al movimento jihadista di acquisire una forte presa in Kenya, poiché i cittadini kenioti hanno contribuito agli attacchi al Paradise Hotel e al Boeing 757.

## Risposta internazionale
Immediatamente dopo gli attacchi, Israele ha iniziato a evacuare tutti i cittadini israeliani all'interno dei confini del Kenya. È iniziata un'operazione congiunta tra gli Stati Uniti e Israele per determinare chi fossero gli autori dell'attacco. Il presidente George W Bush e il segretario di stato Colin Powell degli Stati Uniti, il ministro degli esteri israeliano Benyamin Netanyahu, il governo del Kenya, e il segretario agli esteri del Regno Unito Jack Straw tutti condannato il attacco. Il Consiglio di sicurezza delle Nazioni Unite ha adottato la risoluzione 1450 che condannava gli attacchi, la Siria era l'unico paese a non affermare la risoluzione a causa del potere implicito di intervenire direttamente negli affari interni del paese interessato dopo un attacco terroristico. Hanno anche lo sgradimento per la ripetuta menzione di Israele nella risoluzione, che era contro la loro visione politica riguardo al conflitto in Medio Oriente tra Israele e Palestina.
A seguito dei bombardamenti dell'ambasciata americana nel 1998 e degli attacchi a Mombasa, la cooperazione Kenya-USA tra autorità si è rafforzata. È stato uno sforzo congiunto tra Kenya, Stati Uniti e Israele per arrestare gli aggressori. Sono stati in grado di determinare che gli agenti di al-Qaeda erano alla base degli attacchi a causa delle somiglianze tra gli incidenti di Nairobi e Mombasa. Gli aggressori avevano usato una autobomba costruita con materiali locali. Per pianificare e coordinare gli attacchi, gli agenti di al-Qaeda hanno affittato case in quartieri benestanti per incontrarsi con gli attentatori suicidi non kenioti.

### Conseguenze
Nel 2003 i paesi occidentali consigliarono a tutti i loro cittadini di non recarsi in Kenya a causa della minaccia terroristica. Ciò ebbe un impatto negativo sull'economia del Kenya, che era basata principalmente nel settore del turismo. In seguito alle consulenze e alla sospensione dei voli della British Airways per Nairobi, l'economia keniota iniziò a perdere quasi $ 130 milioni a settimana. Il Kenya aveva attenzioni verso le organizzazioni terroristiche islamiche; il Programma delle Nazioni Unite per l'habitat e il Programma delle Nazioni Unite per l'ambiente hanno sede nel Paese.